# Katherine "Kitty" Marshall
Emily Katherine Willoughby, conocida como Katherine "Kitty" Marshall, (1870-Halstead, 1947) fue una sufragista británica conocida por su papel en la militante Unión Social y Política de Mujeres y como una de las guardaespaldas de los líderes del movimiento que habían sido entrenados en jüjutsu.

## Biografía
Marshall nació en 1870 con el nombre Emily Katherine Willoughby.
Su primer matrimonio fue con Hugh Finch, un médico, hijo de un vicario, que había contraído una enfermedad venérea en 1899 y se la pasó a Kitty, y de quien se divorció en 1901. Luego se casó con Arthur Marshall, un abogado, en 1904. Participó como miembro activa de la Unión Social y Política de Mujeres (WSPU por sus siglas en inglés) que había sido fundada por Emmeline Pankhurst en 1903.

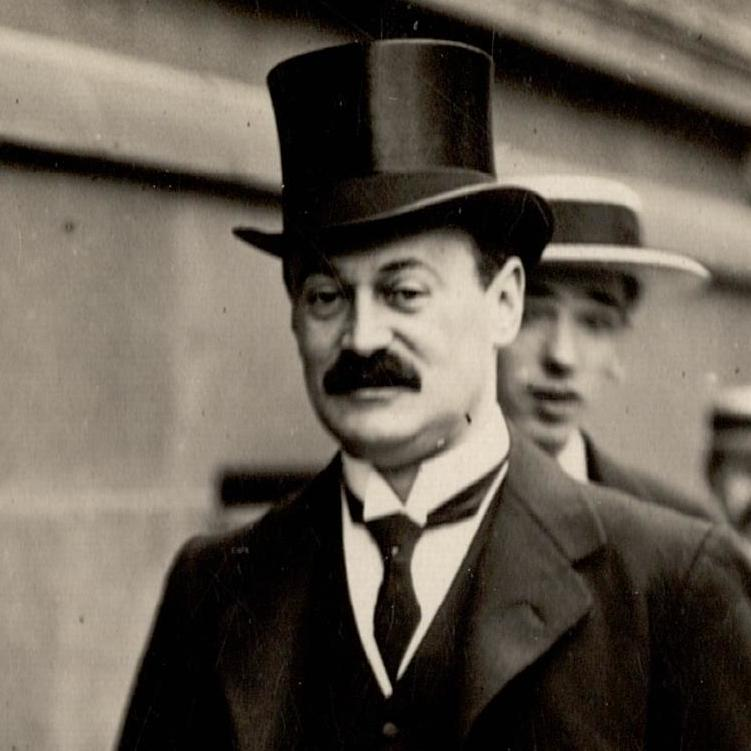
Arthur Marshall dejando Bow Street Court

Los Marshall habían creado el Pankhurst Testimonial Fund para comprar la casa de Devon de la Sra. Pankhurst, aunque ella no se quedó mucho antes de ir a los Estados Unidos.
Kitty fue una de las que llevó el ataúd de Emmeline Pankhurst en su funeral. Marshall organizó la inauguración de la estatua del líder de la WSPU en Westminster en 1930 y recibió una miniatura de la estatua para conmemorar su participación.
Murió en Halstead, Essex en 1947.
Su esposo murió en 1954. Él había apoyado y defendido a miembros de la WSPU, y a William Ball a quien las autoridades alimentaron a la fuerza y trataron de manera inhumana, que fue protagonista de un panfleto 'Tortura en una prisión inglesa', aunque estos casos afectaron su negocio.

## Activismo sufragista
Marshall entregó el semanario Votes for Women al número 10 de Downing Street (número 10), residencia del primer ministro británico. Tras una campaña de lanzamiento de piedras en 1910, Emmeline Pankhurst, Mable Tuke y Kitty Marshall fueron acusadas de arrojar una piedra a través de una ventana del número 10, pero pudo haber sido una patata arrojada a la puerta.
El 23 de diciembre de 1910 se llevó a cabo un almuerzo de celebración en el Criterion, en Piccadilly para 15 prisioneras liberadas y 300 activistas que les dieron la bienvenida. Escucharon a la Sra. Pankhurst hablar sobre las mujeres "preparadas para afrontar todo tipo de sufrimiento con el fin de ganar para ellas y sus hijas esa libertad". Marshall luego entregó una cesta de Navidad y recuerdos de la WSPU y una tarjeta de Navidad para cada prisionera sufragista de Holloway restante.

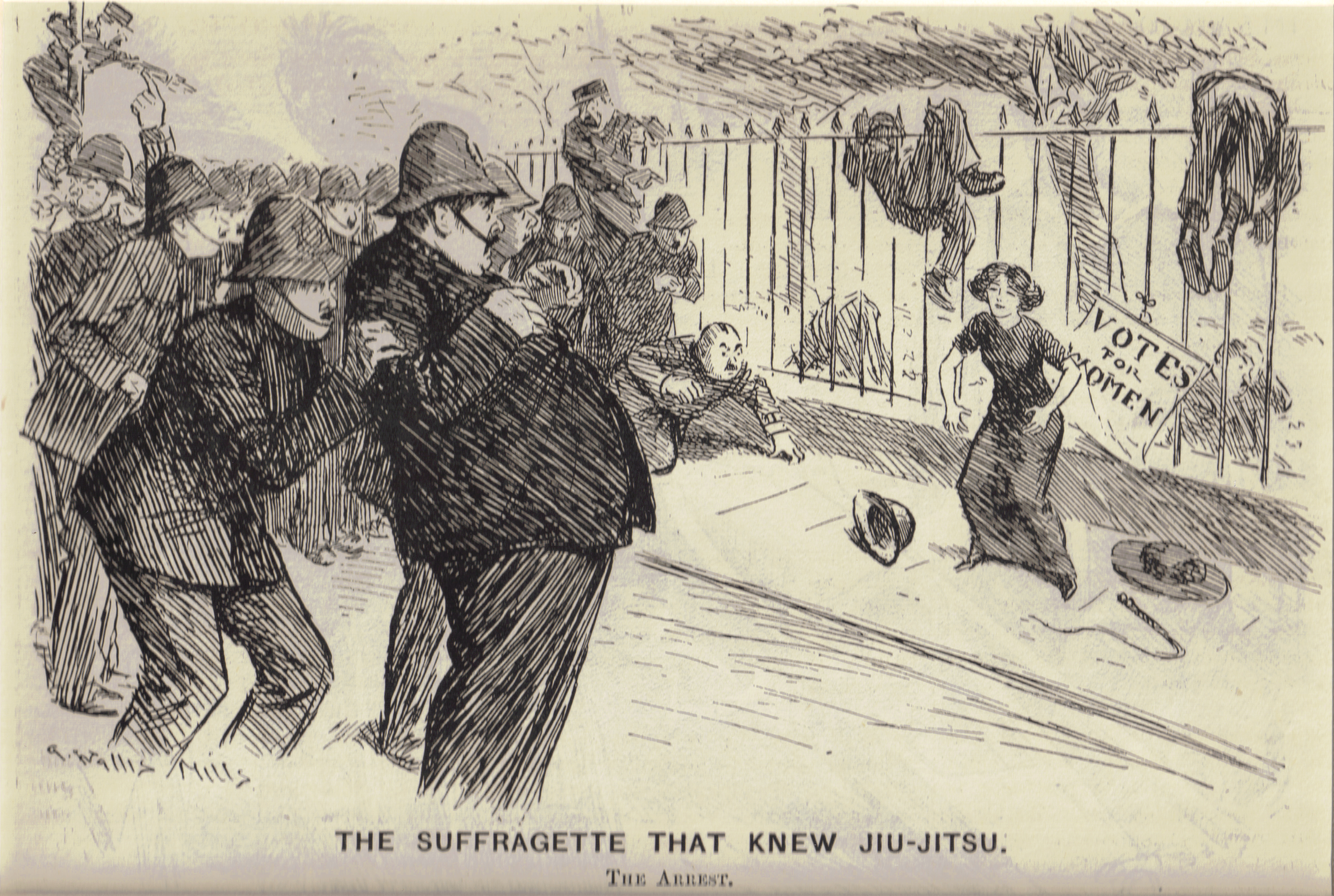
caricatura de 'la sufragista que conocía el ju-jitsu' (Edith Garrud)

Marshall fue una de las guardaespaldas de la WSPU y fue entrenada en ju-jitsu por Edith Garrud. Le dieron un collar de medallas por su servicio. Marshall escribió sobre las experiencias de usar esta forma de autodefensa y otros incidentes, incluida la actuación como maestra de vestuario para disfraces y el uso de señuelos especialmente para líderes que evitan ser capturados bajo la "Ley del gato y el ratón" en sus memorias inéditas tituladas "Suffragette Escapes and adventures". Los periodistas de la época los llamaron "jiujitsuffragettes", un acrónimo de "jiujitsu" y "suffragette", y se refirieron a sus tácticas como "suffrajitsu".
El 6 de febrero de 1911, Marshall estaba con la princesa Sophia Duleep Singh, ambas bien vestidas, de manera que la policía las dejó pasar cuando el primer ministro Herbert Henry Asquith salió del número 10, y sostuvieron una pancarta "Give Women the Vote" (Otorgad el voto a las mujeres). La protesta de la princesa salió en la prensa pero no dio lugar a la publicidad habitualmente asociada con un juicio y encarcelamiento. Marshall regresó por tercera vez con Marion Wallace Dunlop para estampar "Votos para mujeres" en la puerta del Primer Ministro. Y en el mitin de sufragistas número 10, una vez gritó "A la carga" y fue condenada a diez días de prisión.

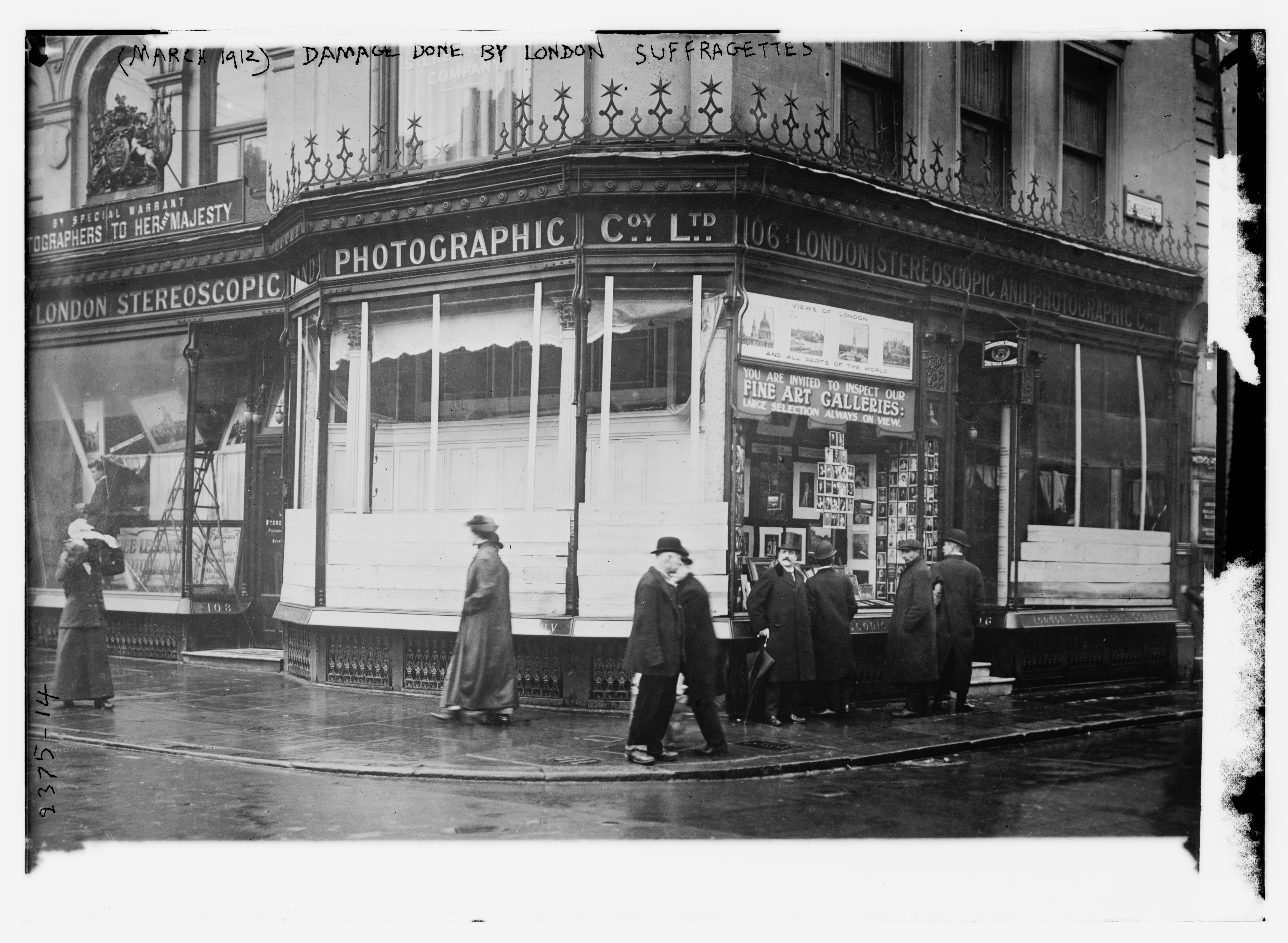
Daños hechos por sufragistas londinenses en marzo de 1912

Marshall estaba con Emmeline Pankhurst y Mabel Tuke el 1 de marzo de 1912, y todas fueron arrestadas después de detenerse en un taxi y apedrear dos ventanas del número 10 (ya que la piedra de la Pankhurst falló). En una hora, la campaña de 150 sufragistas (unas pocas cada cuarto de hora) rompió los escaparates de las tiendas y de las propiedades comerciales de Haymarket, Piccadilly, Regent Street, The Strand, Oxford Street y Bond Street. En un día, 125 mujeres fueron arrestadas por causar daños intencionales de £ 5,000.
En su juicio por conspiración, la Sra. Pankhurst y Marshall fueron condenadas a dos meses (su tercera pena de prisión), Mabel Tuke a tres semanas. Marshall escribió sobre el caos en Holloway con más de cien mujeres en prisión preventiva tratando de separarse de los condenados. Todas cantaban La Marsellesa con letra de sufragista y rompían los cristales de las celdas para respirar. Marshall dijo: "Creo que la pelea que tuvimos se pudo escuchar a varias millas de distancia". Marshall fue condenada a cinco días en una celda de confinamiento solitario subterráneo "terriblemente fría" por romper 40 cristales en la prisión. Esto le provocó depresión, llanto constante, traslado a la enfermería y su liberación el 12 de abril.
En 1913, Marshall y su esposo dieron cobijo a Grace Roe. Los Marshalls habían disfrazado a Roe con la ropa de Kitty, que ella describía como "atrevida" para poder viajar desde y hacia París para ver a Christabel Pankhurst. Ella fue la jefa de operaciones de la WSPU después de que reemplazó a Annie Kenney, quien había sido encarcelada. Roe estaba entonces evadiendo su propio arresto por conspiración y enferma por su viaje después de visitar a Christabel Pankhurst en París para recibir instrucciones para el movimiento. Marshall le prestó su ropa 'atrevida' como disfraz, un pesado velo  y un sombrero de toque.